# Harbu Darbu
Harbu Darbu (ヘブライ語: חרבו דרבו, Harbu Darbu, ハルブ・ダルブ) は、ネスとスティラによるデュオ曲である。2023年11月にはイスラエルのストリーミング・プラットフォームで1位を獲得した。
Harbu Darbuはヘブライ語で「相手に地獄の雨を降らせる」を意味し、「戦争攻撃」や「騒乱」を意味するアラビア語、「剣と打撃」を意味するシリア・アラビア語の表現に由来する。この曲の歌詞は、イスラエル国防軍の兵士を支持し、ハマスによるイスラエル攻撃の加害者を非難するもので、イスマイル・ハニヤやムハンマド・デイフらハマスの指導者たちや、ヒズボラ元書記長ハサン・ナスラッラー、欧米の有名人ベラ・ハディッド、ミア・カリファ、デュア・リパの死を呼びかけている。シングルは2023年パレスチナ・イスラエル戦争からわずか1ヵ月後の2023年11月14日にリリースされ、ガルガラッツのラジオ局で取り上げられた。一部のメディアは、この曲が大量虐殺を呼びかけていると述べた。